# Егоров, Сергей Егорович
Сергей Егорович Егоров (11 июля 1905 — 3 июля 1959) — советский государственный и военный деятель, генерал-майор, начальник ГУЛАГа МВД СССР (1954—1956).

## Биография
Родился в 1905 году в семье ткача в местечке Ярцево Смоленской губернии. 
В 1919 закончил Ярцевскую школу 1 ступени. А апреле — ноябре 1920 года работал пастухом в хозяйстве в д. Юшино Присельской волости Духовщинского уезда. С ноября 1920 по март 1921 служил в переписчиком уездной комиссии по борьбе с дезертирством в Ярцево. В марте—апреле 1921 года служил курьером райпотребсоюза там же. С апреля по октябрь 1920 снова пастух в кулацком хозяйстве в дер. Юшино.  С октября 1921 по март 1923 — ученик столяра Ярцевской прядильно-ткацкой фабрики. В марте—сентябре 1922 — младший техник государственно кооперативного строительства там же. 
С сентября 1922 по июнь 1925 ученик красковара «Трёхгорной мануфактуры» в Москве. В сентябре 1924 года вступил в ВКП(б). В 1925 году окончил 5 классов мануфактурно-технического училища в Москве. В июне 1925 июле 1926 работал лаборантом химической лаборатории мануфактурно-технического училища. С июля 1926 по июнь 1931 — преподаватель и заведующий химическим отделением Московского хлопчатобумажного техникума. В 1931 году окончил химико-технологический институт в Москве. В июне 1931 года — мае 1932 аспирант и заведующий производственным обучением 2-го филиала химико-технологического института (бывшего химического факультета МВТУ) в Москве.
С мая 1932 работал начальником учебной части и временно исполняющим должность начальника факультета Военно-химической академии РККА. С июня 1937 по февраль 1938  военный представитель  химического управления РККА на заводе № 51 в городе Москве. С февраля 1938 по март 1939 года помощник, заместитель заведующего промышленным отделом ЦК ВКП(б). С 5 марта 1939 заместитель начальника ГУЛАГ. С 11 октября 1939 заместитель начальника Дальстроя НКВД. С 12 марта 1945 начальник Спецметуправления и заместитель начальника Главного управления лагерей горно-металлургической промышленности НКВД СССР. С 20 ноября 1946 заместитель начальника Специального главного управления, с 3 марта 1948 одновременно начальник 6-го спецотдела. С 16 апреля 1949 первый заместитель начальника Главного управления по разведке и эксплуатации месторождений и строительству предприятий цветных и редких металлов в Красноярском крае МВД СССР. С 26 марта 1954 по 28 апреля 1954 зам. министра внутренних дел СССР. 
Один из основных организаторов подавления восстания политических заключенных в посёлке Кенгир в июне 1954 года. Направлен в Кенгир 26 мая 1954 года во главе второй комиссии МВД приказом министра С. Н. Круглова. Был первым и основным автором «Плана мероприятий по наведению порядка в 3-м лагерном отделении Степного лагеря...». 
На рассвете 26 июня в лагерь, находившийся на протяжении 40 дней под контролем восставших, вошли 1700 военнослужащих и 5 танков Т-34, которые давили гусеницами безоружных людей, в том числе женщин. Накануне подавления, 25 июня, получил за выслугу лет орден Красного Знамени. По предположению Н. А. Формозова, получение руководством комиссии, в том числе Егоровым, высоких наград за выслугу лет было пышно отмечено. В результате этого усмирявшие Кенгир военнослужащие, включая танкистов, были сильно пьяны, что явилось одной из причин массовых жертв.
Егоров был первым и основным автором «Акта комиссии МВД и Прокуратуры СССР о проведении войсковой операции по подавлению массового неповиновения заключенных Степного лагеря», оправдывающего чрезмерное применение силы при подавлении Кенгирского восстания. 30 августа 1954 года докладывал на заседании Коллегии МВД о результатах ликвидации массового неповиновения заключенных 3-го отделения Степного лагеря. В докладе возложил ответственность на лагерную администрацию и слабое руководство со стороны ГУЛАГа МВД СССР. 12 октября 1954 года к С. Е. Егорову обратился заместитель Генерального прокурора СССР Н. И. Хохлов с вопросом о возможности привлечения к уголовной ответственности майора Шевчука, капитана Старикова и подполковника Шатилова за применение оружия 18 мая 1954 года, «не вызванного необходимостью и совершённого в нарушение инструкций МВД» (расстрел заключенных 18 мая в хоздворе и женской зоне Кенгирского лагеря привёл к многодневной забастовке с требованием приезда члена Президиума ЦК, которую позже стали называть «Кенгирским восстанием»). С. Е. Егоров ответил на запрос прокуратуры, что считает необходимым принять во внимание заключение военных экспертов о законности применения оружия против бесчинствовавших преступников и ограничиться дисциплинарным наказанием. 

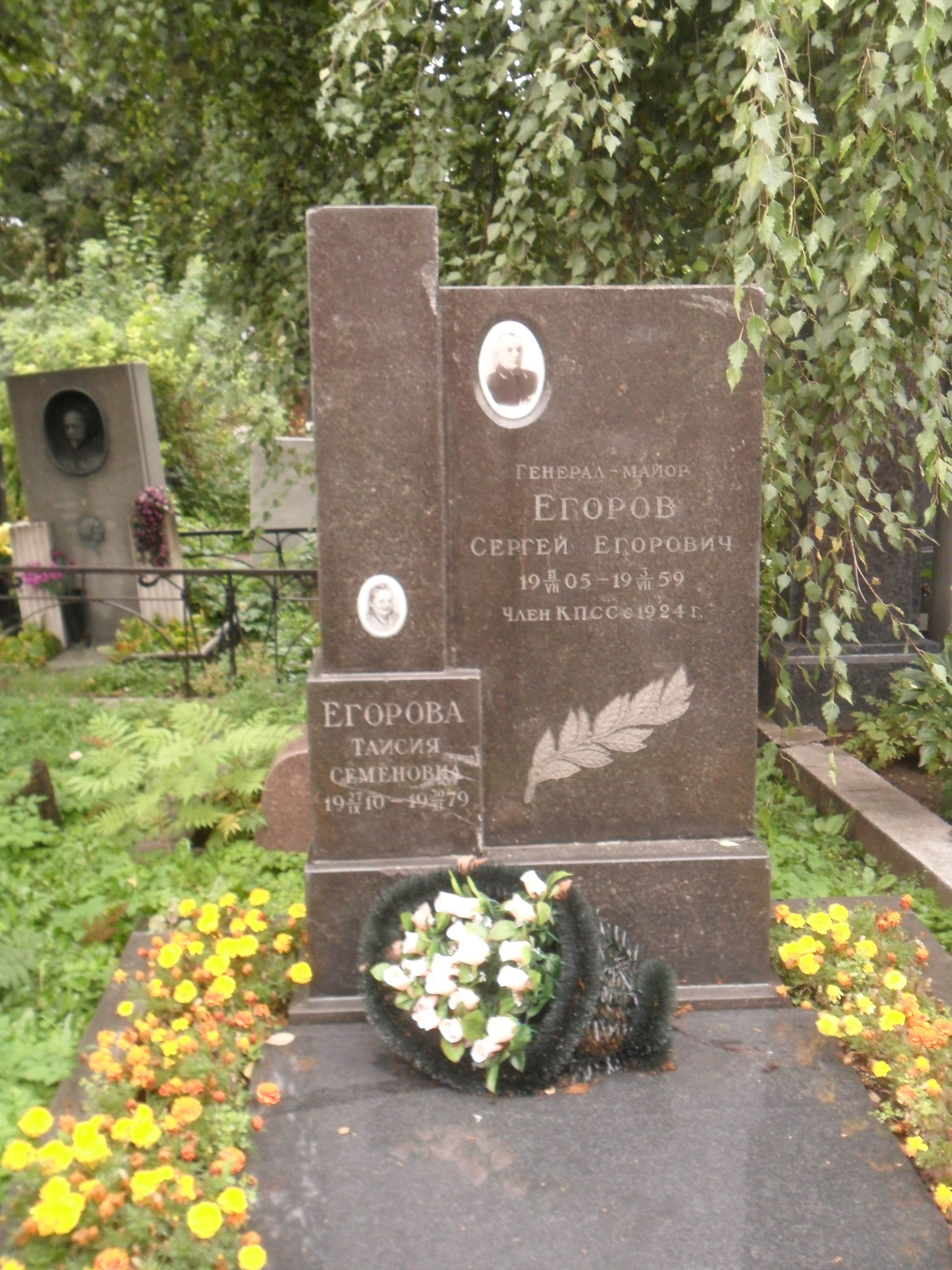
Могила Егорова на Новодевичьем кладбище.

С 5 октября 1954 по 4 апреля 1956 — начальник ГУЛАГа. С 1956 заместитель начальника Управления МВД по Московской области. С 4 февраля 1957 заместитель начальника Московского округа ПВО.

## Семья
- Жена — Таисия Семёновна Егорова (урождённая ?) (27 сентября 1910—30 ноября 1979)
  - Дочь — Роза Сергеевна Иванова, в девичестве Егорова (?—15 октября 2007) 
    - Внук — Михаил Дмитриевич Иванов (?—4 февраля 2005), так же работал в системе ФСИН, последняя занимаемая должность начальник СИЗО №1 в Туле, похоронен в Туле.
    - Внучка — Татьяна Дмитриевна Баканова, (в девичестве Иванова), врач кардиолог, живёт и работает в Москве.

## Награды
- орден Ленина (17.01.1943)[3];
- орден Красного Знамени[3] (25.06.1954[12]);
- два ордена Трудового Красного Знамени (11.01.1941, 24.02.1945)[3];
- орден Красной Звезды[3] (06.08.1949[12]).
- орден «Знак Почета» (26.04.1940)[3];
- 4 медали[3];